# Lepisia ornatissima
Lepisia ornatissima är en skalbaggsart som beskrevs av Hermann Burmeister 1844. Lepisia ornatissima ingår i släktet Lepisia och familjen Melolonthidae. Inga underarter finns listade i Catalogue of Life.